# Karib bint Harun al-Raschid
Karib bint Harun al-Raschid, geb. im 8. oder 9. Jahrhundert; gest. im 8. oder 9. Jahrhundert, war eine Prinzessin der Abbasiden-Dynastie und eine Tochter des fünften Abbasiden-Kalifen Harun al-Raschid (766–809, reg. 786–809).

## Leben
Nach der Auflistung der Kinder von Harun al-Raschid durch den arabischen Historiker al-Tabari (839–923) war Karib eine Tochter von Harun al-Raschid mit einer Konkubine namens Schadschar und hatte eine Vollschwester namens Chadidscha. Nabia Abbott identifiziert die Mutter von Chadidscha – und damit auch von Karib – als die Konkubine Sihr, eine der Favoritinnen unter Haruns Konkubinen.

## Rezeption in der klassisch-arabischen Literatur
In der klassisch-arabischen Literatur findet Karib bint Harun al-Raschid unter anderem Erwähnung im Geschichtswerk von al-Tabari (839–923).